# خمور (شبام)

تعديل مصدري - تعديل

خمور هي إحدى قرى عزلة شبام بمديرية شبام التابعة لمحافظة حضرموت، بلغ تعداد سكانها 356 نسمة حسب تعداد اليمن لعام 2004.